# شوفالي

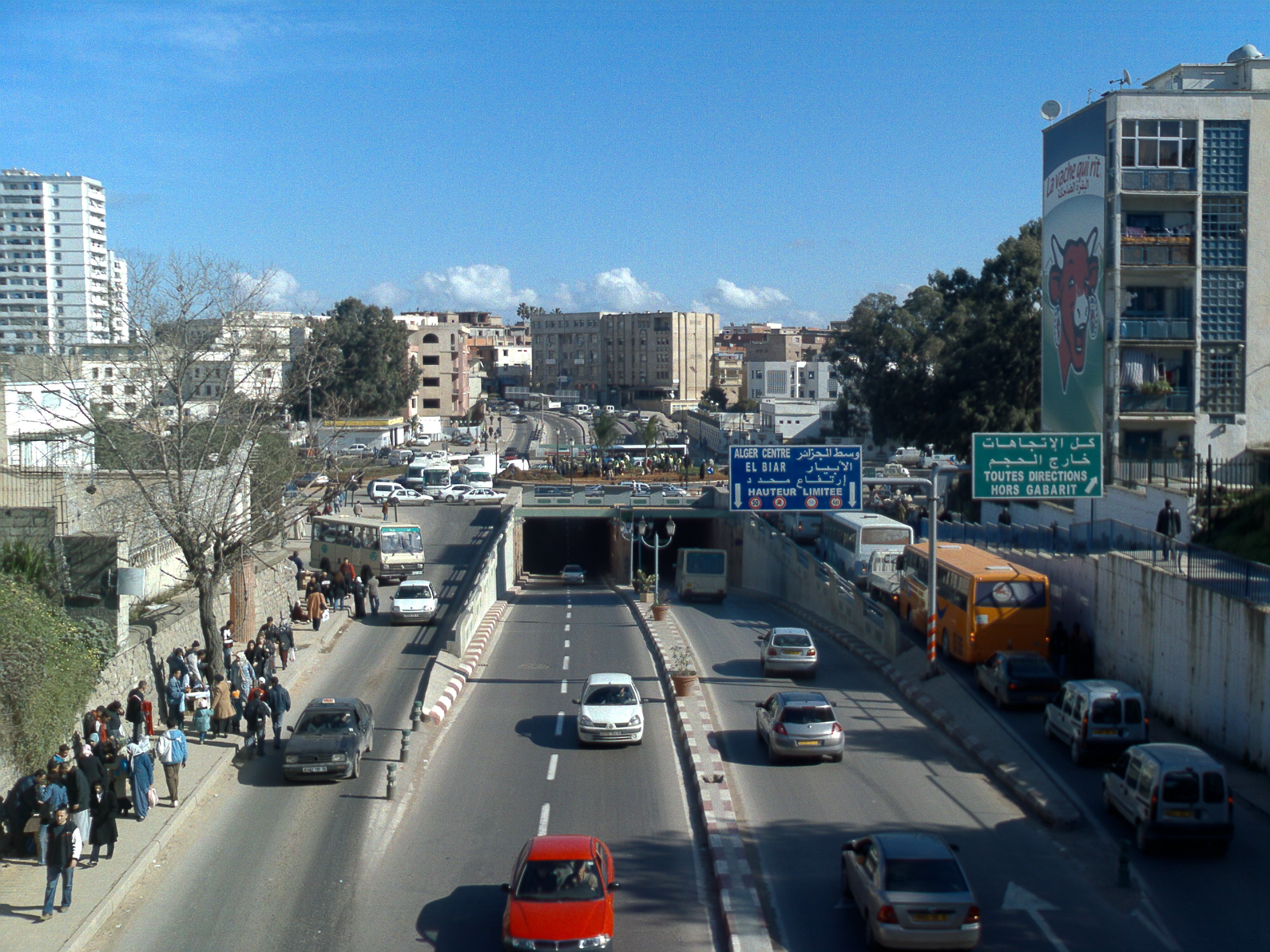
مفترق الطرق بشوفالي

شوفالي (بالفرنسية: Chevalley)‏ هي من الأماكن التابعة لمدينة بوزريعة التابعة لولاية الجزائر العاصمة.

## أهم المعالم
تحتوي على مساجد مثل مسجد الأرقم ومسجد النصر كما ان هناك الكثير من المحطات للعديد من الجهات مثل ساحة الشهداء والابيار وعيسات ادير وشراقة وتريولي وبئر مراد رايس وتافورة وبزيطة و غيرها من الأماكن المهمة .

## التقسيم
تحتوي شوفالي على العديد من الاحياء المعروفة مثل حي الشمس الضاحكة وحي سي ان اس وحي كليرفال وحي لارماف وحي فوجرو وحي المجاهدين و غيرها .

## التعليم
تحتوي شوفالي على العديد من المدارس مثل ابتدائية الشمس الضاحكة .

## الأمن
تحتوي على مركز كبير للشرطة مركز العقيد علي تونسي.